# St. Thomas (brano musicale)
St. Thomas è un brano strumentale del tenorsassofonista jazz Sonny Rollins.

## Il brano
È una composizione influenzata dal calypso dedicata all'isola di Saint Thomas. Si tratta del suo brano più celebre e riconoscibile. Anche se Rollins viene comunemente accreditato come compositore, il brano si basa sulla canzone folk tradizionale inglese The Lincolnshire Poacher. Comunque, nel corso degli anni The Lincolnshire Poacher era diventata una sorta di ninna nanna nelle Isole Vergini Americane, e la madre di Rollins era solita cantargliela spesso da bambino. Per questo, la traccia possiede un caratteristico ritmo caraibico. Nel booklet incluso nel box set The Complete Prestige Recordings, Rollins afferma che fu la casa discografica ad insistere affinché egli si prendesse i crediti di autore per il brano.
Grazie alla sua melodia orecchiabile, St. Thomas divenne molto popolare quando fu pubblicata sull'album Saxophone Colossus del 1956, sebbene fosse stata già incisa in precedenza da Randy Weston nel 1955 con il titolo Fire Down There, sull'album Get Happy. Il brano è ormai considerato uno Standard jazz ed è stato inciso da dozzine di artisti.

## Riferimenti nella cultura di massa
St. Thomas è stata inserita nella colonna sonora del videogioco Grand Theft Auto IV. Inoltre è presente anche nel film Una donna in carriera del 1988. St. Thomas viene eseguita in una puntata della settima stagione della sitcom I Robinson intitolata Cuoco per sempre (1991).